# Bomba globo Fu-Go
Fu-Go (ふ号[兵器] fugō [heiki]?, tdl. «Código 'Fu' [Arma]») fue un globo incendiario (風船爆弾 fūsen bakudan?, tdl. «bomba globo») desplegado por Japón contra Estados Unidos durante la Segunda Guerra Mundial. Consistía en un globo de papel lleno de hidrógeno de 10 m de diámetro, con una carga útil de cuatro dispositivos incendiarios de 5 kg cada uno y una bomba antipersona de 15 kg de alto poder explosivo. Los globos no controlados fueron transportados sobre el Océano Pacífico desde Japón hasta América del Norte mediante rápidas corrientes de aire de gran altitud, hoy conocidas como corriente en chorro, y utilizaron un sofisticado sistema de lastre con sacos de arena para mantener su altitud. Las bombas estaban destinadas a provocar incendios forestales a gran escala y sembrar el pánico.
Entre noviembre de 1944 y abril de 1945, el Ejército Imperial Japonés lanzó alrededor de 9300 globos desde sitios en la costa de Honshu, de los cuales alrededor de 300 fueron encontrados u observados en Estados Unidos, Canadá y México. Las bombas resultaron ineficaces como iniciadores de incendios debido a las condiciones estacionales húmedas, y no se atribuyó ningún incendio forestal a la ofensiva. Una campaña de censura de los medios estadounidenses impidió que el Ejército Imperial se enterara de los resultados de la ofensiva. El 5 de mayo de 1945, seis civiles murieron a causa de una de las bombas cerca de Bly, Oregón, convirtiéndose en las únicas víctimas mortales de la guerra en territorio continental de los Estados Unidos. La bomba globo Fu-Go fue el primer sistema de armas con alcance intercontinental, anterior al misil balístico intercontinental.

## Antecedentes
El concepto de globo bomba fue desarrollado por el Laboratorio de Investigación n.º 9 del Ejército Imperial Japonés (también conocido como Instituto de Investigación Noborito), encargado de crear armas especiales. En 1933, el teniente general Reikichi Tada inició un programa de bombas con globos en Noborito, denominado Fu-Go, que proponía un globo lleno de hidrógeno de 13 pies (4 m) de diámetro con una mecha de tiempo, capaz de lanzar bombas de hasta 70 millas (112,7 km) a la redonda. El proyecto no se completó y se detuvo en 1935.
Después de la incursión Doolittle en abril de 1942, en el que aviones estadounidenses bombardearon el territorio continental japonés, el Cuartel General Imperial ordenó a Noborito que desarrollara una capacidad de bombardeo de represalia contra Estados Unidos. En el verano de 1942, Noborito investigó varias propuestas, incluidos bombarderos de largo alcance que podrían realizar incursiones en un solo sentido desde Japón a ciudades de la costa oeste de Estados Unidos, y pequeños hidroaviones cargados de bombas que podrían lanzarse desde submarinos. El 9 de septiembre de 1942, este último fue probado en el Lookout Air Raid, en el que se lanzó un hidroavión Yokosuka E14Y desde un submarino frente a la costa de Oregón. El suboficial Nobuo Fujita arrojó dos grandes bombas incendiarias en el Bosque Nacional Siskiyou con la esperanza de iniciar un incendio forestal y regresó sano y salvo al submarino; sin embargo, los equipos de respuesta detectaron el avión y contuvieron los pequeños incendios. El programa fue cancelado por la Armada Imperial.
También en septiembre de 1942, el general de división Sueki Kusaba, que había servido bajo el mando de Tada en el programa original de bombas con globos en la década de 1930, fue asignado al laboratorio y revivió el proyecto Fu-Go centrándose en vuelos más largos. El ataque aéreo de Oregón, si bien no logró su objetivo estratégico, había demostrado el potencial de utilizar globos no tripulados a bajo costo para provocar incendios forestales a gran escala. Según entrevistas estadounidenses con funcionarios japoneses después de la guerra, la campaña de bombas con globos se llevó a cabo «casi exclusivamente con fines de propaganda interna» y el ejército tenía pocas expectativas sobre su eficacia.

## Diseño y desarrollo
En marzo de 1943, el equipo de Kusaba desarrolló un diseño de 20 pies (6,1 m) capaz de flotar a 25 pies (7,6 m) por hasta 30 horas. Los globos se construyeron con cuatro o cinco capas finas de washi, un papel duradero derivado del arbusto de morera (kōzo), que se pegaron con pasta de konnyaku (papa japonesa). El ejército movilizó a miles de adolescentes en escuelas secundarias de todo el país para laminar y pegar las láminas, con pruebas finales de ensamblaje e inflado en grandes estadios cubiertos, incluidos el Nichigeki Music Hall y el salón de sumo Ryōgoku Kokugikan en Tokio. La propuesta original requería lanzamientos nocturnos desde submarinos ubicados 600 millas (965,6 km) frente a la costa de Estados Unidos, una distancia que los globos podrían cubrir en 10 horas. Un cronómetro calibrado liberaría un 11 libras (5 kg) bomba incendiaria al final del vuelo. En agosto de 1943 se prepararon dos submarinos (I-34 e I-35) y se produjeron doscientos globos, pero las misiones de ataque se pospusieron debido a la necesidad de submarinos como armas y transporte de alimentos. 
A continuación, los ingenieros investigaron la viabilidad de lanzamientos de globos contra Estados Unidos desde el continente japonés, a una distancia de al menos 6 millas (9,7 km). Los ingenieros intentaron aprovechar las fuertes corrientes de aire estacionales descubiertas que fluyen de oeste a este a gran altitud y velocidad sobre Japón, hoy conocidas como corriente en chorro. Las corrientes habían sido investigadas por el científico japonés Wasaburo Oishi en la década de 1920; a finales de 1943, el Ejército consultó a Hidetoshi Arakawa del Observatorio Meteorológico Central, quien utilizó los datos de Oishi para extrapolar las corrientes de aire a través del océano Pacífico y estimar que un globo lanzado en invierno y que mantuviera una altitud de 30 a 35 pies (9,1 a 10,7 m) podría llegar al continente norteamericano en 30 a 100 horas. Arakawa descubrió además que los vientos más fuertes soplaron de noviembre a marzo a velocidades cercanas a 200 millas por hora (321,9 km/h).

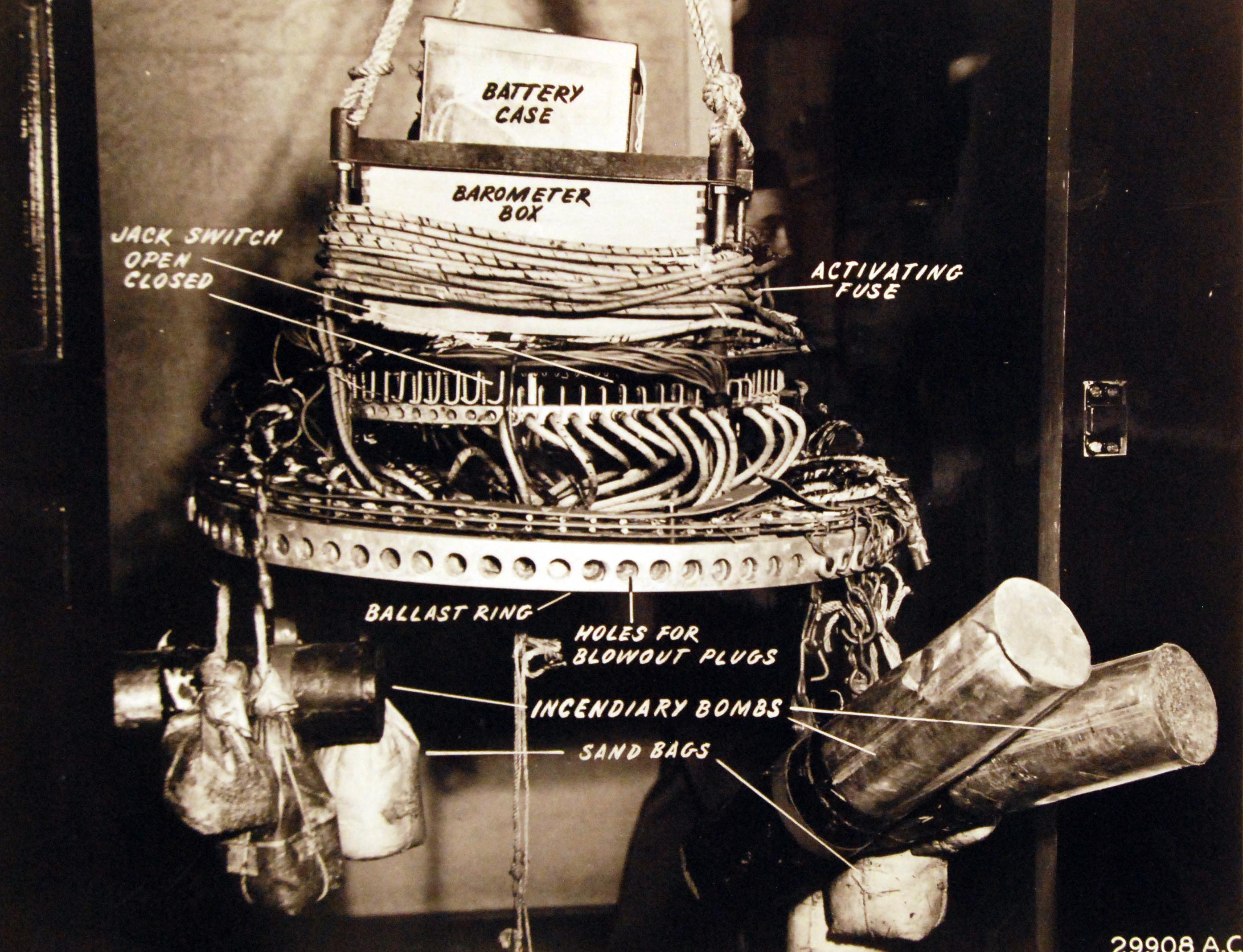
Carro Fu-Go, con anillo etiquetado, circuitos eléctricos, fusibles, lastre y bombas.
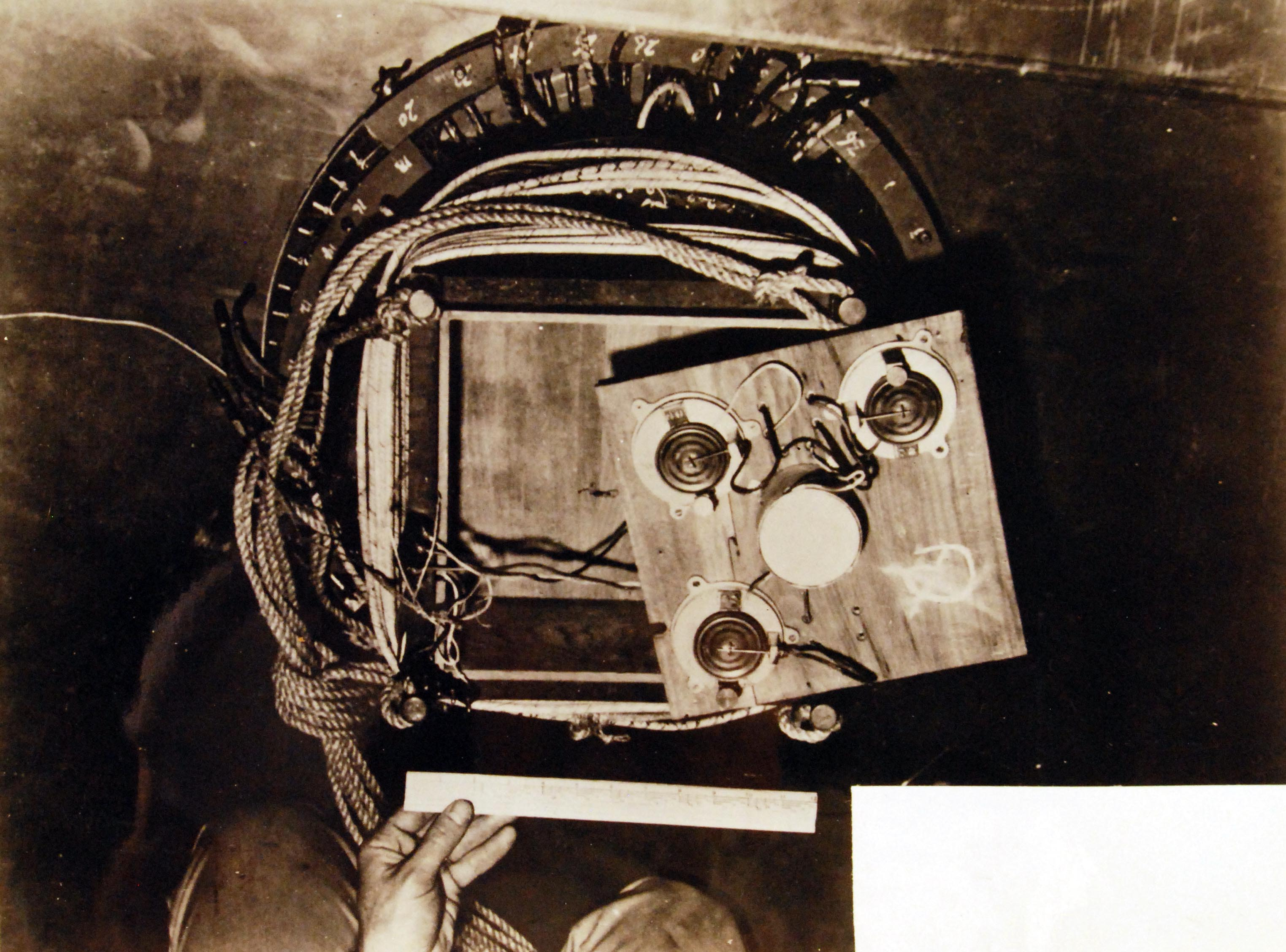
Vista superior del conjunto del carro, sin el dispositivo de control.
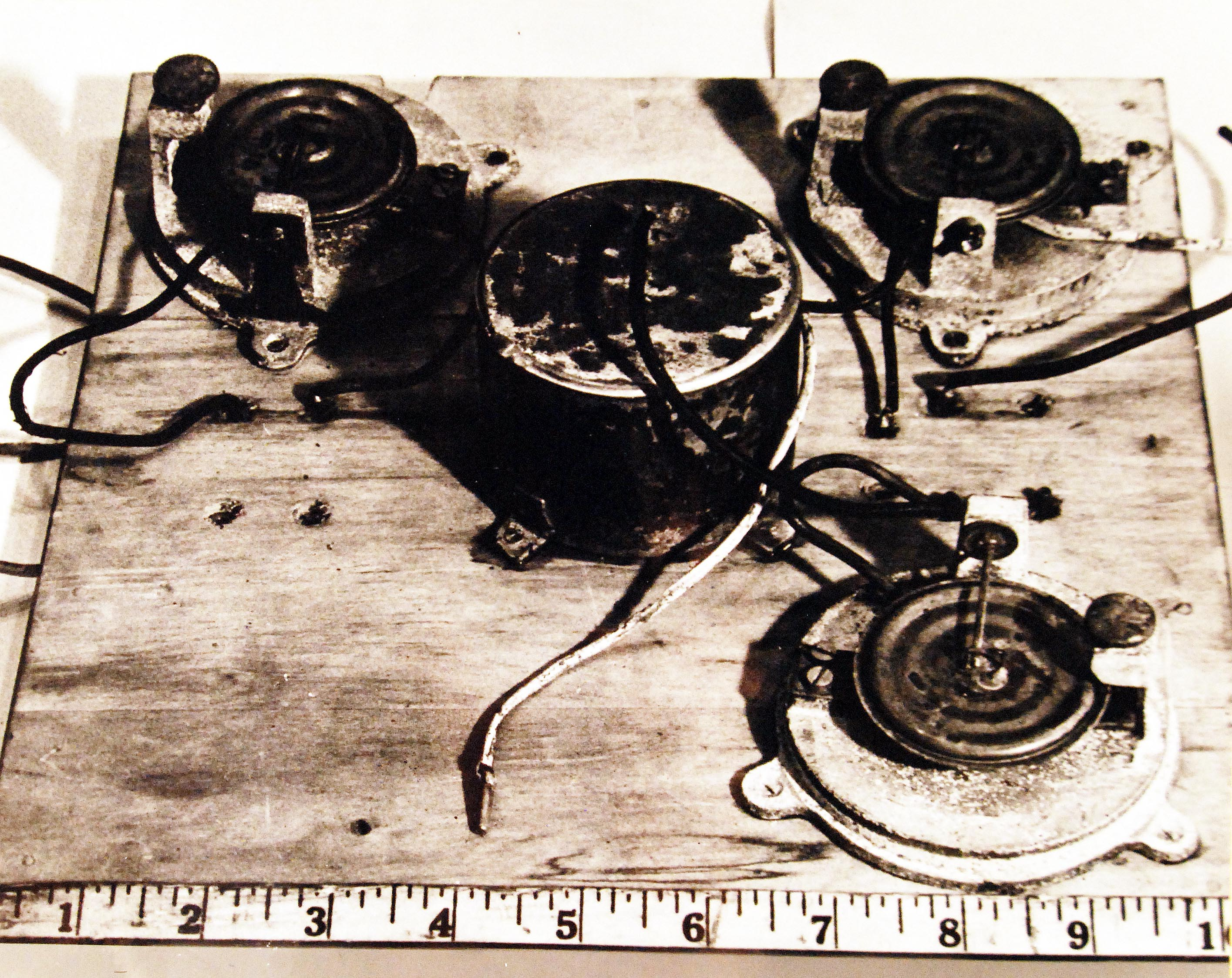
Dispositivo de control de altitud, con barómetro aneroide maestro central y respaldos.
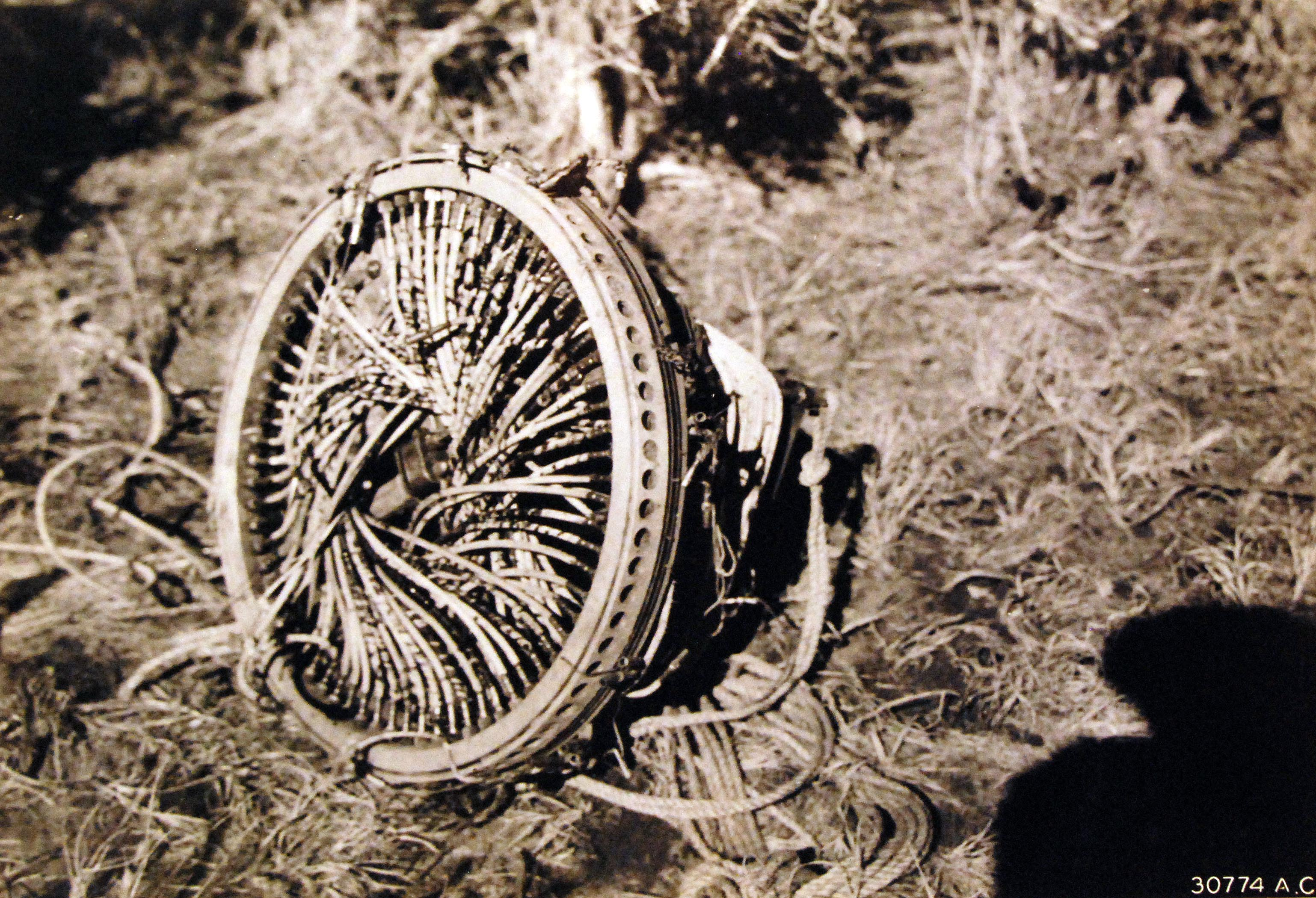
Vista inferior de los fusibles del carro.
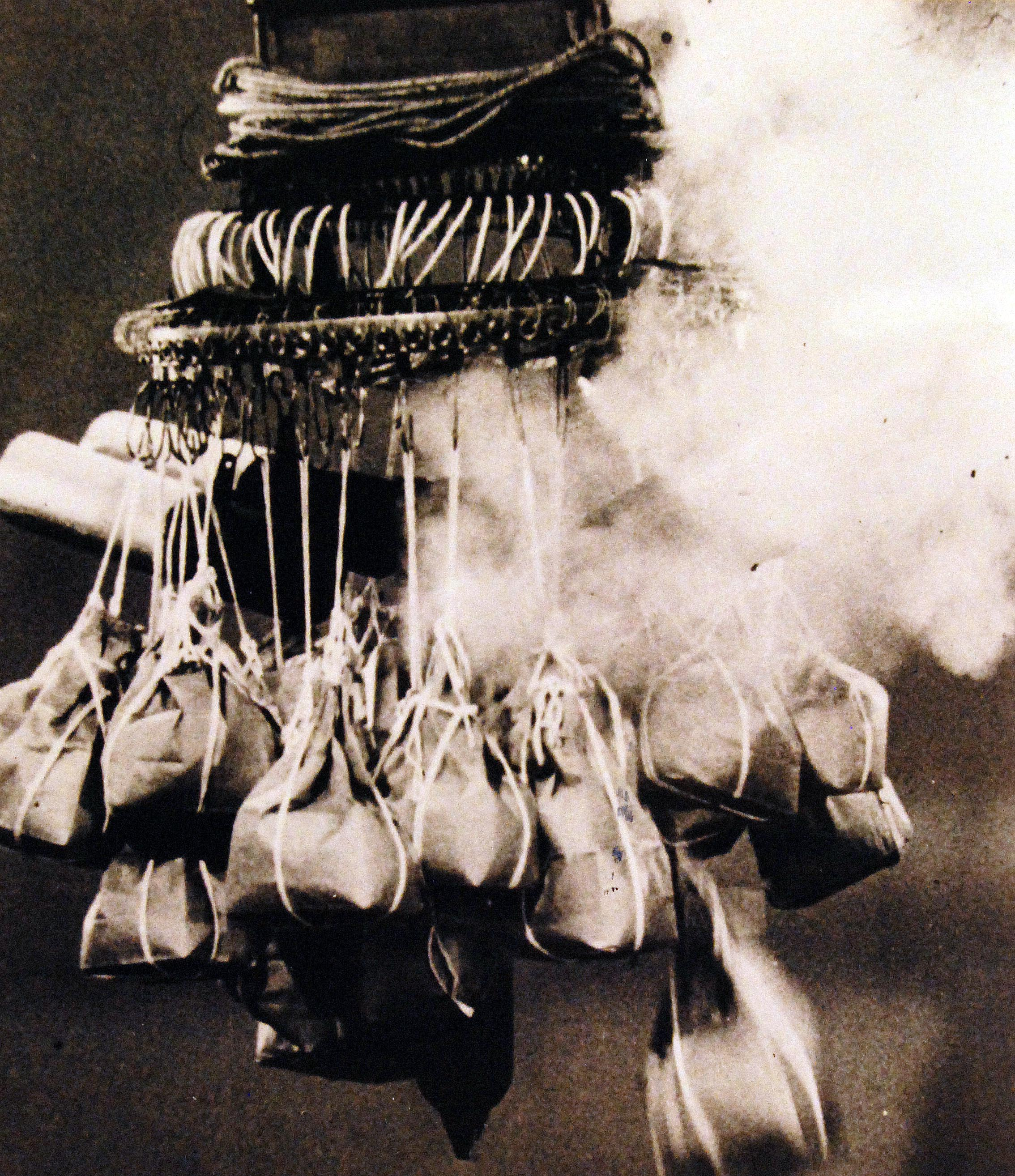
Fu-Go recuperado en el momento en que detona un tapón explosivo.

Cambiar los niveles de presión en un globo de volumen fijo planteó desafíos técnicos. Durante el día, el calor del sol aumentó la presión, lo que corría el riesgo de que el globo se elevara por encima de las corrientes de aire o explotara. Se agregó una válvula de alivio para permitir que el gas escapara cuando la presión interna de la envoltura superaba un nivel establecido. Por la noche, las bajas temperaturas amenazaban con que el globo cayera por debajo de las corrientes, un problema que empeoró a medida que se liberaba gas. Para resolver esto, los ingenieros desarrollaron un sofisticado sistema de lastre con 32 sacos de arena montados alrededor de una rueda de aluminio fundido, con cada saco de arena conectado a tapones expulsores de pólvora. Los enchufes estaban conectados a tres barómetros aneroides redundantes calibrados para una altitud entre 25 y 27 pies (7,6 y 8,2 m), debajo del cual se soltó un saco de arena; la siguiente bujía se armó dos minutos después de que se fundiera la bujía anterior. Un altímetro independiente ajustado entre 13 y 20 pies (4 y 6,1 m) controló el posterior lanzamiento de las bombas. En el lanzamiento se encendió una mecha de activación de una hora para los altímetros, lo que permitió que el globo ascendiera por encima de estos dos umbrales. Las pruebas del diseño en agosto de 1944 indicaron éxito, con varios globos lanzando señales de radiosonda durante hasta 80 horas (el tiempo máximo permitido por las baterías). Se añadió un sistema de autodestrucción; una mecha de tres minutos activada por el lanzamiento de la última bomba detonaría un bloque de ácido pícrico y destruiría el vagón, seguida de una mecha de 82 minutos que encendería el hidrógeno y destruiría la envoltura.

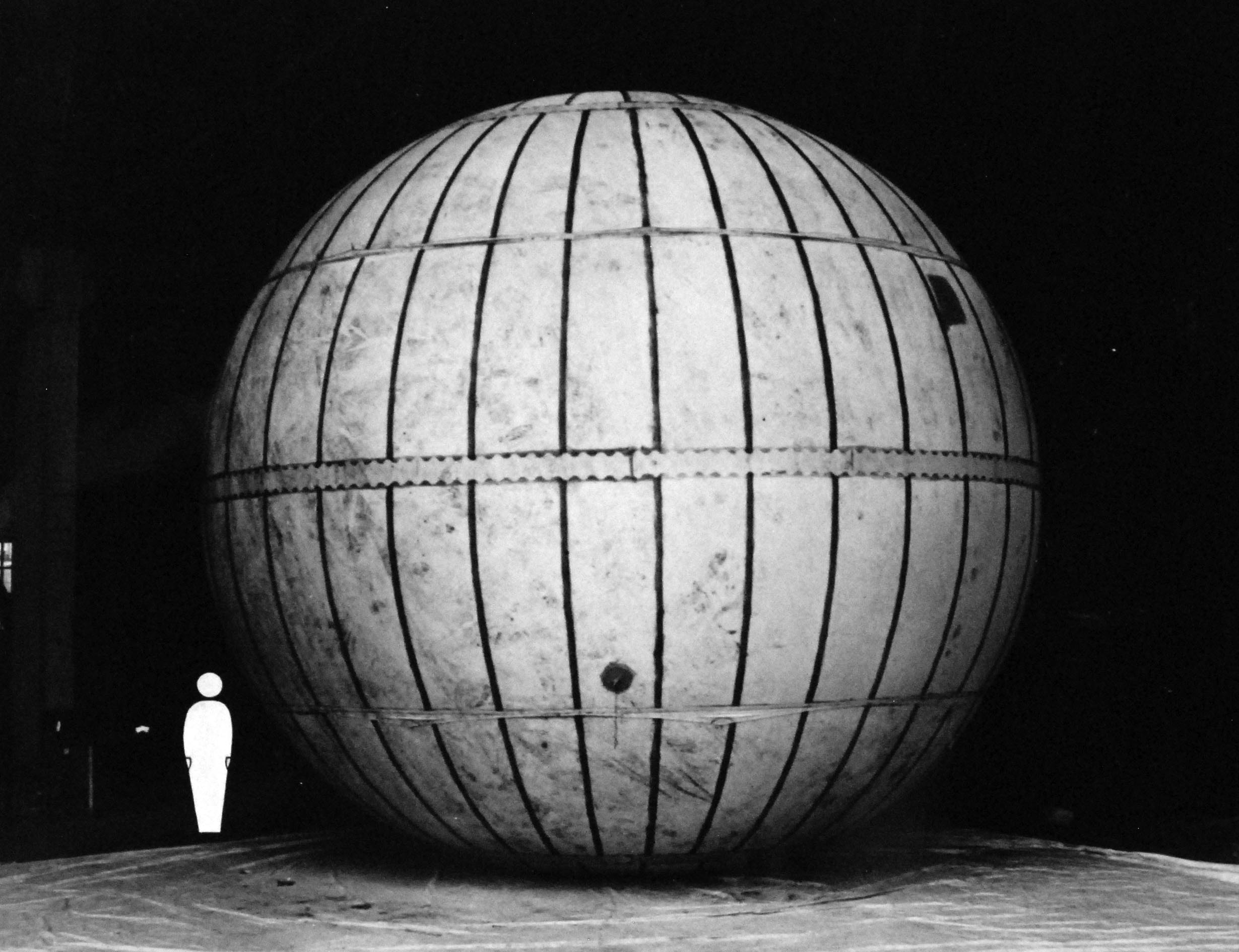
Globo de seda recubierto de goma Tipo B, con el contorno de un ser humano como referencia de escala.

A finales de 1942, el Cuartel General Imperial había ordenado a la Armada que comenzara su propio programa de bombas con globos en paralelo con el proyecto del Ejército. El teniente comandante Kiyoshi Tanaka encabezó un grupo que desarrolló un 30 pies (9,1 m) globo de seda recubierto de goma, denominado Tipo B (en contraste con el Tipo A del Ejército). El material de seda fue un esfuerzo por crear una envoltura flexible que pudiera soportar cambios de presión. El diseño fue probado en agosto de 1944, pero los globos estallaron inmediatamente después de alcanzar altitud, lo que se determinó que era el resultado de costuras de goma defectuosas. Posteriormente, el programa de la Armada se consolidó bajo el control del Ejército, debido en parte a la disminución de la disponibilidad de caucho a medida que continuaba la guerra. Los globos Tipo B fueron posteriormente equipados con una versión del sistema de lastre del Tipo A y probados el 2 de noviembre de 1944; uno de estos globos, que no estaba cargado con bombas, se convirtió en el primero en ser recuperado por los estadounidenses después de ser visto en el agua frente a San Pedro, California, el 4 de noviembre.
El diseño final del Tipo A tenía 33 pies (10,1 m) de diámetro, y tenía un volumen de gas de 19 pies cúbicos (0,5 m³) y una capacidad de elevación de 300 libras (136,1 kg) a la altitud de funcionamiento. La carga útil de bomba más comúnmente transportada fue:
- Cuatro dispositivos incendiarios de termita de 5 kg, compuestos por un tubo de acero de 40 cm de largo y 10 cm de diámetro con fusible de impacto mecánico;
- Una bomba antipersonal Tipo 92 de 15 kg altamente explosiva, que contiene un bloque de ácido pícrico o TNT rodeado de anillos de metralla;
- o alternativamente a la bomba antipersonal, una  bomba incendiaria Tipo 97 de 12 kg, que contiene tres contenedores de magnesio y termita.[17]

## Ofensiva y defensas

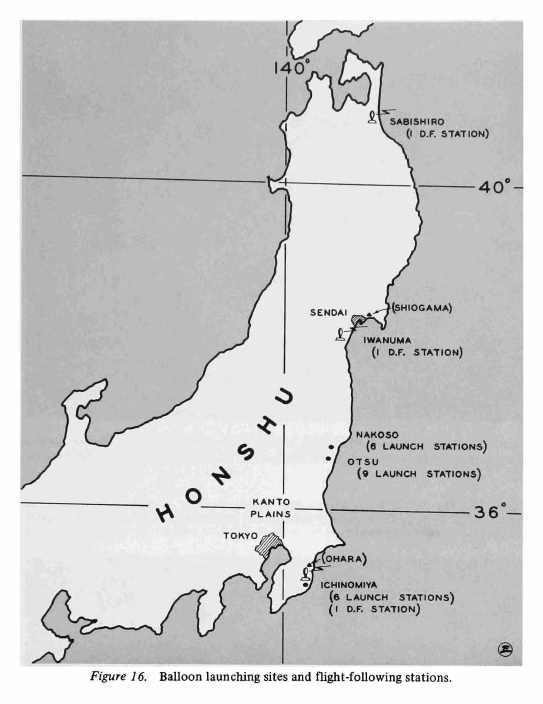
Sitios de lanzamiento de Fu-Go y estaciones de seguimiento de vuelos en Honshu.

Se formó una organización de lanzamiento de globos compuesta por tres batallones. El primer batallón incluía un cuartel general y tres escuadrones, con un total de 1500 hombres, en nueve estaciones de lanzamiento en Otsu, en la Prefectura de Ibaraki . El segundo batallón de 700 hombres en tres escuadrones operó seis estaciones de lanzamiento en Ichinomiya (Chiba), y el tercer batallón de 600 hombres en dos escuadrones operó seis estaciones de lanzamiento en Nakoso (Fukushima). El sitio de Otsu contaba con su propia planta de hidrógeno, mientras que el segundo y tercer batallones utilizaban gas hidrógeno transportado desde fábricas alrededor de Tokio. La capacidad de lanzamiento combinada de los sitios fue de aproximadamente 200 globos por día, con 15 000 lanzamientos previstos hasta marzo. El Ejército estimó que sólo el 10 por ciento de los globos sobrevivirían al viaje a través del Océano Pacífico.
Cada plataforma de lanzamiento constaba de tornillos de anclaje perforados en el suelo en un círculo del mismo diámetro que los globos. Después de anclar un sobre, se utilizaron mangueras para llenarlo con 8,1 pies cúbicos (0,2 m³) de hidrógeno antes de ser amarrado con cuerdas guía y desprendido de las anclas. El carruaje se sujetó con obenques y se desató las cuerdas guía. Cada lanzamiento requirió una tripulación de 30 hombres y tomó entre 30 minutos y una hora, dependiendo de la presencia de vientos en la superficie. El mejor momento para los lanzamientos era después de que había pasado un frente de alta presión y las condiciones del viento eran mejores antes de que llegara la brisa terrestre al amanecer. Sólo se esperaban condiciones de viento adecuadas durante tres a cinco días a la semana, para un total de unos cincuenta días durante el período invernal de máxima velocidad de la corriente en chorro.
Los primeros globos fueron lanzados el 3 de noviembre de 1944. Algunos globos en cada uno de los lanzamientos llevaban equipos de radiosonda en lugar de bombas, y fueron rastreados por estaciones radiogoniométricas para seguir su progreso. Dos semanas después del descubrimiento del globo Tipo B frente a San Pedro, el 14 de noviembre se encontró un globo tipo A en el océano frente a Kailua, Hawái. Se encontraron más cerca de Thermopolis, Wyoming, el 6 de diciembre (con una explosión escuchada por testigos y un cráter localizado más tarde) y cerca de Kalispell, Montana, el 11 de diciembre, seguidos de hallazgos cerca de Marshall y Holy Cross, Alaska y Estacada, Oregón, a finales de mes. Se puso a las autoridades en alerta máxima y se ordenó a los guardabosques que informaran sobre los desembarcos y las recuperaciones. Los globos continuaron siendo descubiertos en toda América del Norte, con avistamientos y recuperaciones parciales o totales en Alaska, Arizona, California, Colorado, Hawái, Idaho, Iowa, Kansas, Míchigan (donde se encontró una bomba incendiaria en Farmington en el incidente más oriental). Montana, Nebraska, Nevada, Dakota del Norte, Oregón, Dakota del Sur, Texas, Utah, Washington y Wyoming; en Canadá, en Alberta, Columbia Británica, Manitoba, Saskatchewan y los Territorios del Noroeste y del Yukón; en México en Baja California Norte y Sonora; y en el mar. En agosto de 1945, el ejército de los Estados Unidos había registrado 285 incidentes con globos (28 en enero, 54 en febrero, 114 en marzo, 42 en abril, 16 en mayo, 17 en junio y 14 en julio).

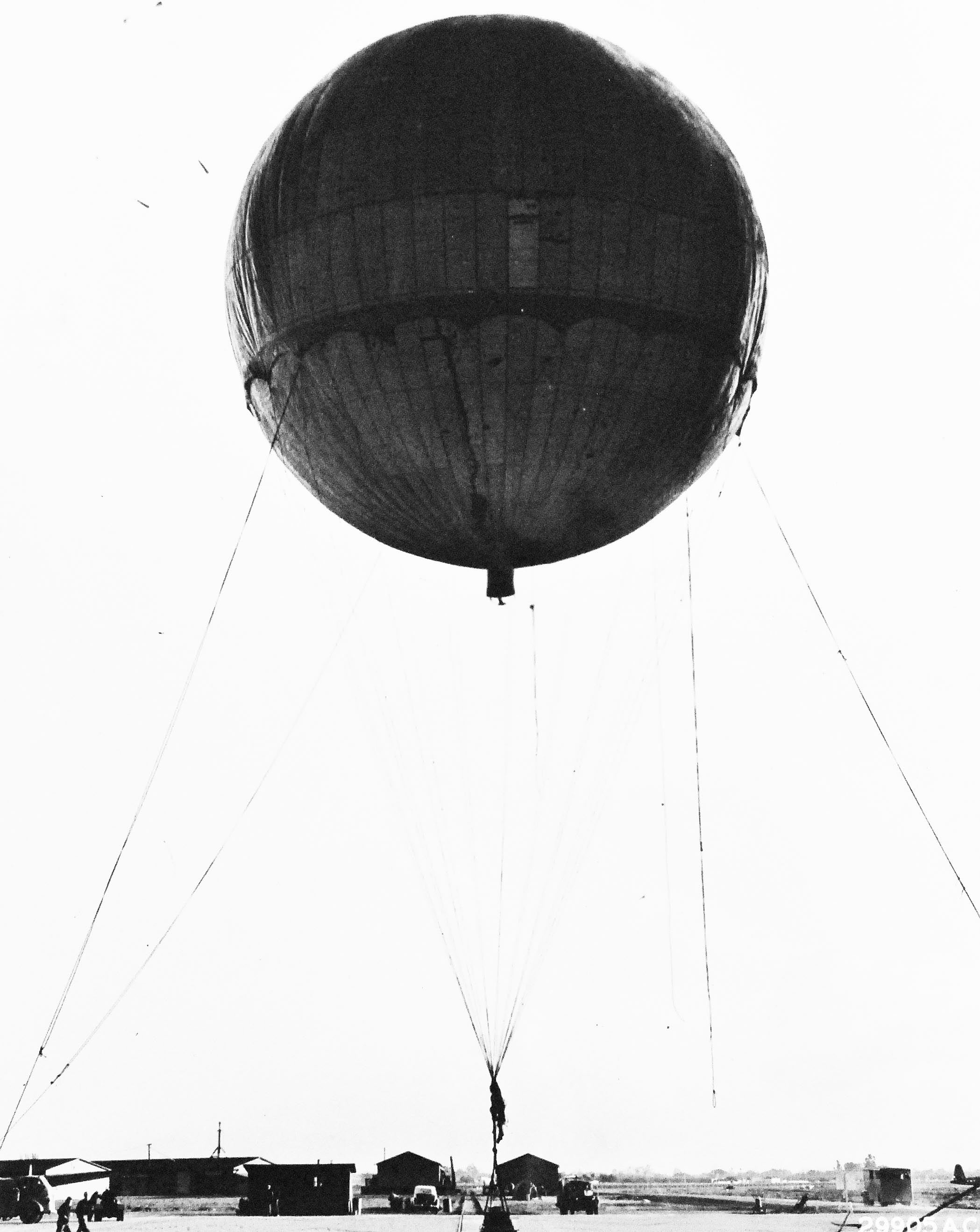
Globo encontrado cerca de Alturas (California), el 10 de enero de 1945, reinflado en Moffett Field.
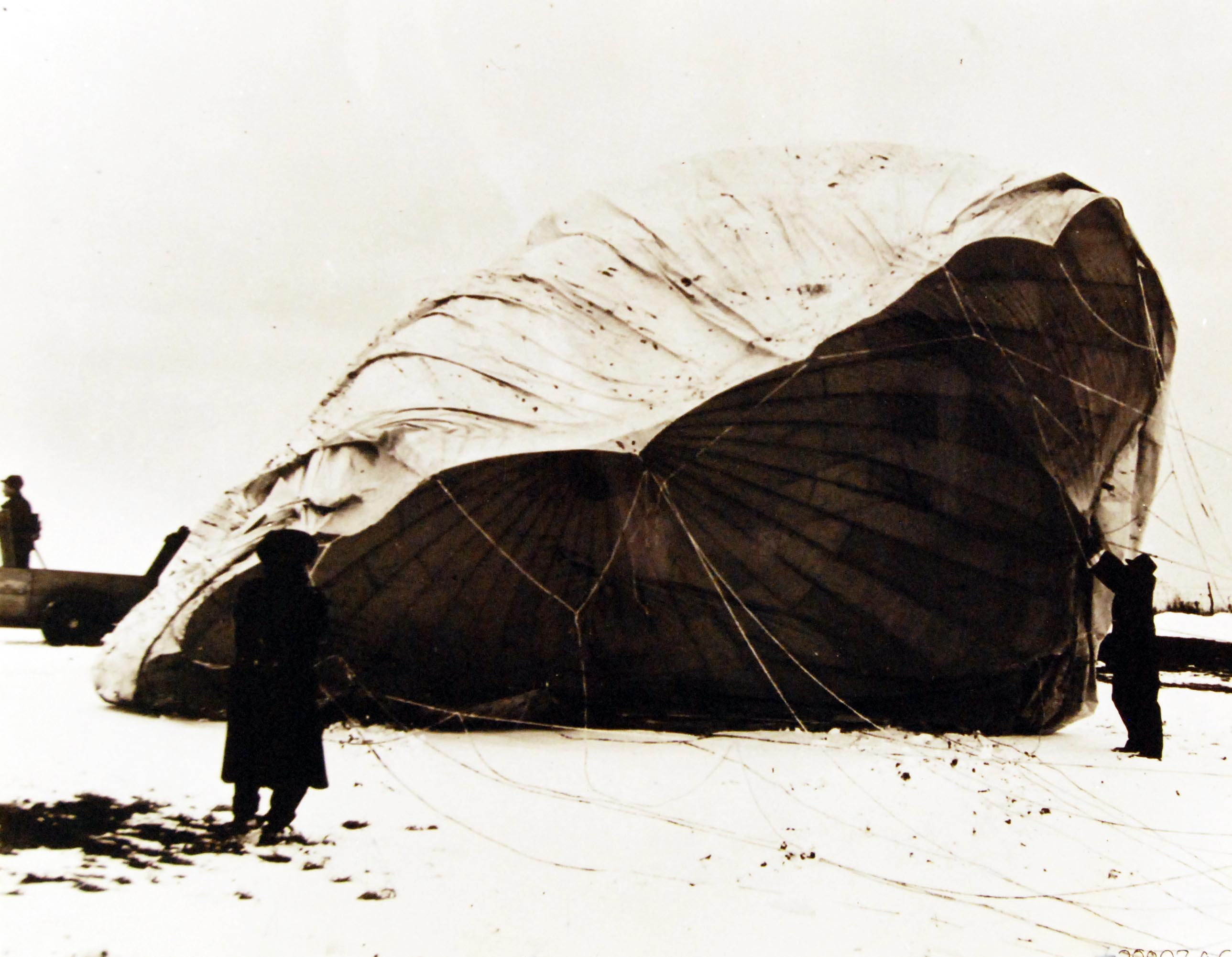
Globo encontrado cerca de Bigelow (Kansas), el 23 de febrero de 1945.
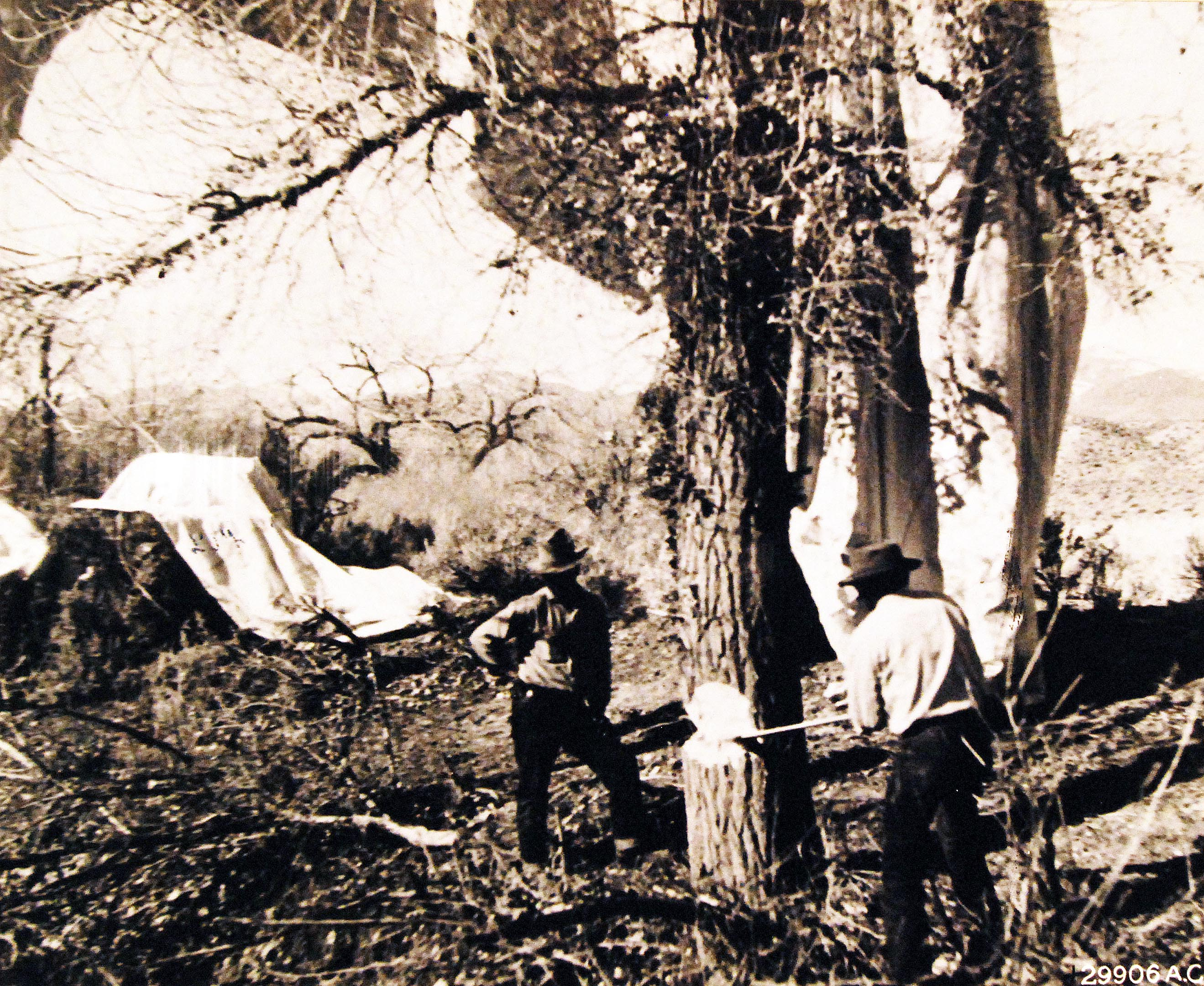
Globo encontrado cerca de Nixon (Nevada), el 29 de marzo de 1945.
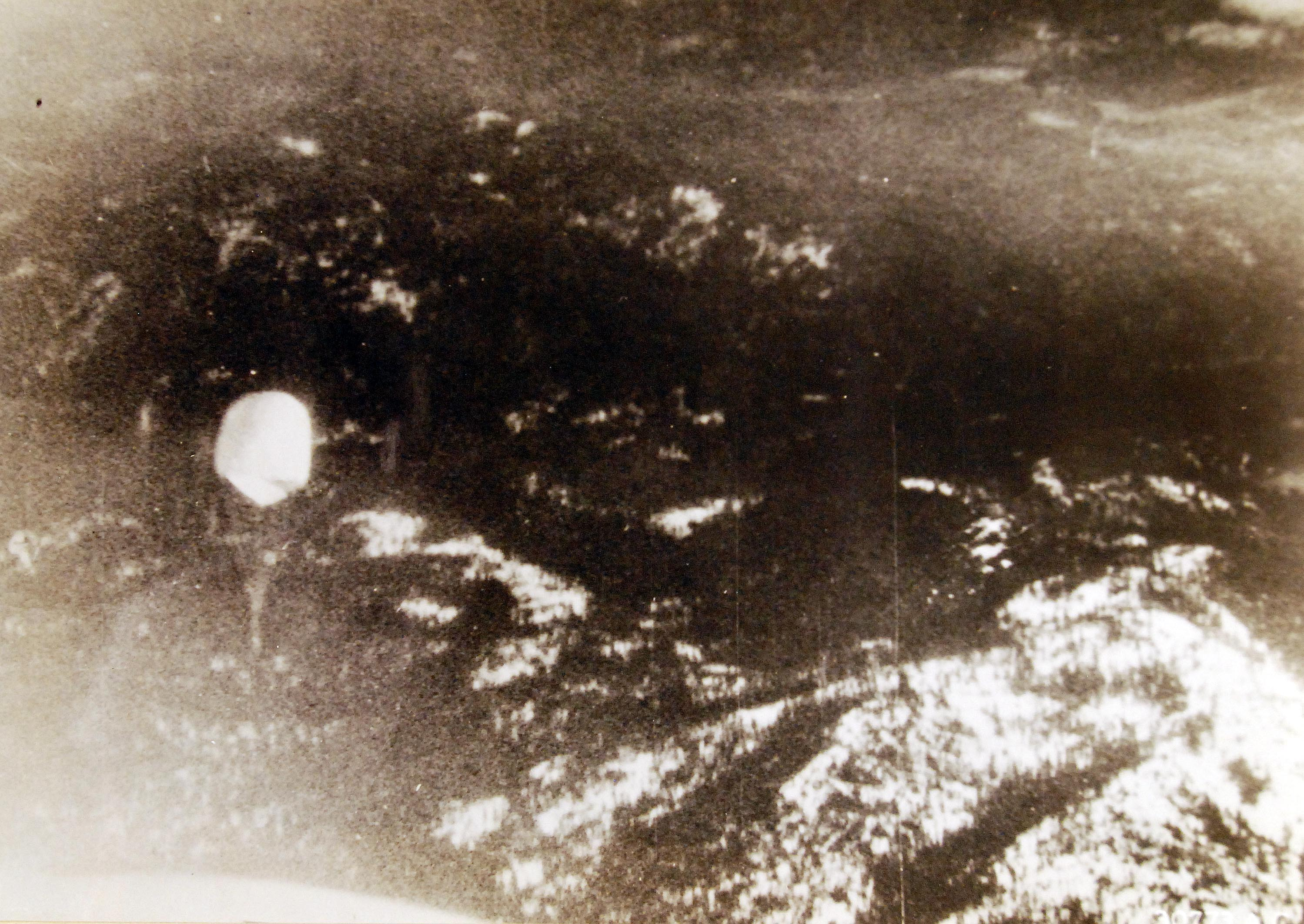
Fotografía aérea de un globo tomada desde un avión estadounidense.
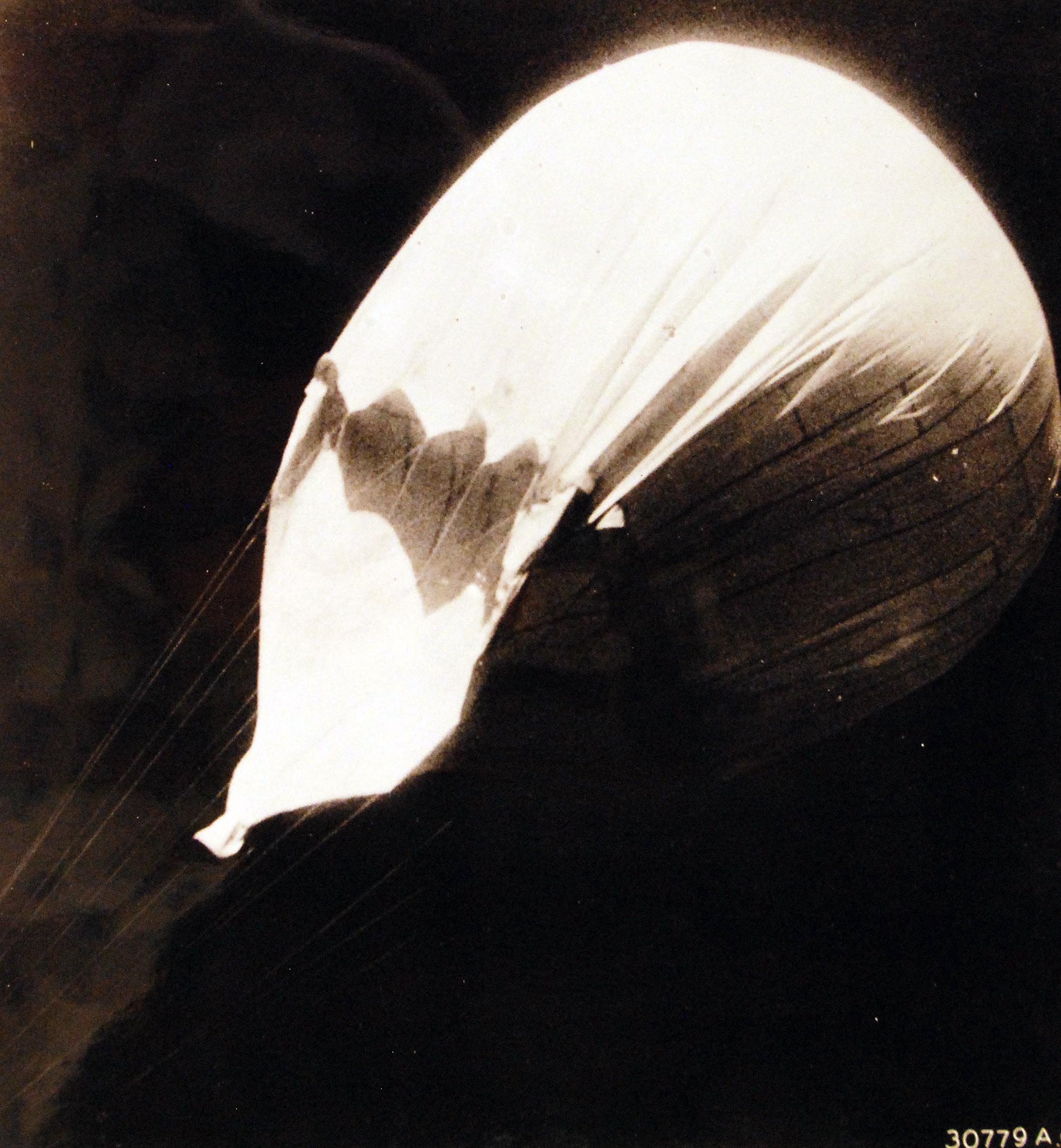
Otra fotografía aérea de un globo.

La mayoría de los planes de defensa estadounidenses no se implementaron plenamente hasta que terminó la ofensiva en abril de 1945. En respuesta a la amenaza de incendios forestales en el noroeste del Pacífico durante los meses de verano, el Comando de Defensa Occidental (WDC por sus siglas en inglés) del Ejército, la Cuarta Fuerza Aérea y el Noveno Comando de Servicio organizaron el «Proyecto Firefly» con varios Stinson L-5 Sentinel y Douglas C-47 Skytrain  y 2700 soldados, incluidos 200 paracaidistas del 555.º Batallón de Infantería de Paracaidistas, que fueron desplegados en 36 misiones de extinción de incendios entre mayo y octubre de 1945. El Ejército utilizó el Servicio Forestal de los Estados Unidos como agencia proxy, unificando las comunicaciones de extinción de incendios entre agencias federales y estatales y modernizando el servicio mediante una afluencia de personal, equipo y tácticas militares. En el «Proyecto Lightning» del WDC, los funcionarios de salud y agricultura, los veterinarios y los clubes 4-H recibieron instrucciones de informar sobre cualquier nueva enfermedad de cultivos o ganado causada por una posible guerra biológica. Las existencias de productos químicos de descontaminación, que finalmente no se utilizaron, se enviaron a puntos clave de los estados occidentales. Aunque la guerra biológica había sido una preocupación durante meses, el plan del WDC no se formalizó ni se implementó por completo hasta julio de 1945. Una subsección del proyecto, «Arrow», preveía el transporte aéreo rápido de todos los restos del globo al laboratorio del Centro Técnico de Inteligencia Aérea en Washington D. C., para su análisis biológico. Una investigación estadounidense después de la guerra concluyó que no había planes para cargas útiles químicas o biológicas.

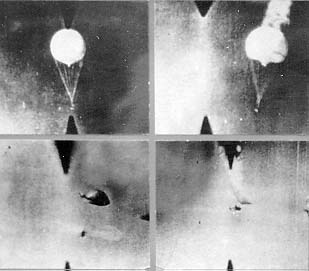
Globo derribado por cazas P-38 Lightning en Attu, Islas Aleutianas, Alaska, el 13 de abril de 1945.

Aviones de combate de las Fuerzas Aéreas del Ejército y de la Armada se movilizaron en varias ocasiones para interceptar globos, pero tuvieron poco éxito debido a informes de avistamientos inexactos, el mal tiempo y la gran altitud a la que viajaban. En total, los pilotos estadounidenses y canadienses derribaron sólo unos 20 globos. Los intentos de rastrear los globos de radiosonda produjeron 95 señales sospechosas, pero fueron de poca utilidad debido a la muy baja proporción de globos con transmisores y se observó el desvanecimiento de las señales a medida que se acercaban. Los experimentos con globos recuperados en febrero de 1945 para determinar su reflectividad radar no tuvieron éxito. En el «Proyecto Sunset», iniciado a principios de abril y en pleno funcionamiento en junio, la Cuarta Fuerza Aérea intentó detectar globos con radares de búsqueda en sitios de interceptación controlados desde tierra en la costa de Washington, pero el proyecto no detectó nada y fue cancelado a principios de agosto.
Pocos funcionarios estadounidenses creyeron al principio que los globos pudieran haber venido directamente de Japón. Las primeras teorías estadounidenses especulaban que fueron lanzados desde campos de prisioneros de guerra alemanes o desde centros de internamiento japoneses-estadounidenses. Después de que se encontraron bombas de origen japonés, se creyó que los globos fueron lanzados desde submarinos costeros. El análisis estadístico de los números de serie de las válvulas sugirió que se habían producido decenas de miles de globos. La composición mineral y de diatomeas de la arena de los sacos de arena fue estudiada por la Unidad de Geología Militar del Servicio Geológico de Estados Unidos, que evaluó su origen como Shiogama (Miyagi), o menos probable, Ichinomiya (Chiba), siendo correcto sólo este último. El reconocimiento aéreo de Shiogama en mayo de 1945 mostró lo que se interpretó erróneamente como globos inflados y una posible zona de lanzamiento en la playa.

### Campaña de censura
El 4 de enero de 1945, la Oficina de Censura de Estados Unidos envió un memorando confidencial a los editores de periódicos y locutores de radio pidiéndoles que no dieran publicidad a los incidentes con globos; esto resultó muy eficaz, y la agencia envió otro memorando tres meses después afirmando que la cooperación había sido «excelente» y que «no hay duda de que su negativa a publicar o difundir información sobre estos globos ha desconcertado a los japoneses, los ha molestado y obstaculizado, y ha sido una importante contribución a la seguridad». El Ejército Imperial sólo se enteró del globo en Kalispell, a través de un artículo en el periódico chino Ta Kung Pao del 18 de diciembre de 1944. El hallazgo de Kalispell fue informado originalmente el 14 de diciembre por Western News, un semanario publicado en Libby, Montana ; la historia apareció más tarde en artículos de las ediciones del 1 de enero de 1945 de las revistas Time y Newsweek, así como en la portada de la edición del 2 de enero de The Oregonian de Portland, Oregon, antes de que la Oficina de Censura enviara el memorando. A partir de mediados de febrero de 1945, las transmisiones de propaganda japonesa anunciaron falsamente numerosos incendios y un público estadounidense en pánico, afirmando además víctimas por los cientos o miles.
A finales de febrero se produjo una filtración, cuando el representante Arthur L. Miller mencionó los globos en una columna semanal que envió a los 91 periódicos de su distrito de Nebraska, que decía en parte: «Como acto final de desesperación, se cree que los japs podrían lanzar globos incendiarios dirigidos a nuestros grandes bosques del noroeste». En respuesta, los oficiales de inteligencia del Séptimo Comando de Servicio en Omaha se pusieron en contacto con los editores de los 91 periódicos y solicitaron censura; esto fue un gran éxito, y sólo dos periódicos imprimieron la columna. A finales de marzo, United Press (UP) escribió un artículo detallado sobre los globos destinados a sus distribuidores nacionales; el oficial del ejército que denunció la filtración comentó que incluía «muchos detalles mecánicos, además de ser una historia de miedo increíble». Los censores se pusieron en contacto con la UP, que respondió que el artículo aún no había sido teletipado; las cinco copias fueron recuperadas y destruidas. Los investigadores determinaron que la información se originó en una sesión informativa dirigida a los legisladores del estado de Colorado, que se había filtrado en una sesión abierta.
A finales de abril, censores investigaron la tira cómica Tim Tyler's Luck de Lyman Young, distribuida a nivel nacional, que mostraba un globo japonés recuperado por la tripulación de un submarino estadounidense. En las semanas siguientes, sus protagonistas lucharon contra enredaderas monstruosas que brotaban de las semillas que llevaba el globo, creadas por un malvado horticultor japonés. Unas semanas más tarde, la tira cómica Smilin' Jack de Zack Mosley mostraba un avión estrellándose contra un globo japonés, que explotó y provocó un incendio al caer al suelo. En ambos casos, la Oficina de Censura consideró innecesario censurar las tiras dominicales.

## Abandono y resultados
A mediados de abril de 1945, Japón carecía de recursos para seguir fabricando globos y escaseaban tanto el papel como el hidrógeno. Además, el ejército tenía poca evidencia de que los globos estuvieran llegando a América del Norte, y mucho menos causando daños. La campaña se detuvo, sin intención de reactivarla cuando la corriente en chorro recuperó fuerza en el otoño de 1945. El último globo fue lanzado el 20 de abril En total, se lanzaron alrededor de 9300 en la campaña (alrededor de 700 en noviembre de 1944, 1200 en diciembre, alrededor de 2000 en enero de 1945, 2500 en febrero, 2500 en marzo y 400 en abril), de los cuales alrededor de 300 fueron encontrados u observados en America del Norte. El globo bomba Fu-Go se considera el primer sistema de armamento de la historia con alcance intercontinental, un avance significativo en la guerra al que siguió la llegada del primer misil balístico intercontinental (ICBM) del mundo, el R-7 de la Unión Soviética, en 1957.
Sólo «uno o dos» pequeños incendios de hierba se atribuyeron a las bombas globo. Como lo predijeron los oficiales del Ejército Imperial, las fechas de lanzamiento de invierno y primavera habían limitado las posibilidades de que los incendiarios iniciaran incendios debido a los altos niveles de precipitación en el noroeste del Pacífico; los bosques generalmente estaban cubiertos de nieve o demasiado húmedos para incendiarse fácilmente. Además, gran parte del oeste de Estados Unidos recibió desproporcionadamente más precipitaciones en 1945 que en cualquier otro año de la década, y algunas áreas recibieron de 4 a 10 pulgadas (10,2 a 25,4 cm) de precipitación más que otros años. El ataque más dañino ocurrió el 10 de marzo de 1945, cuando un globo descendió cerca de Toppenish, Washington, y chocó con líneas de transmisión de energía eléctrica, provocando un cortocircuito que cortó la energía a las instalaciones de producción del Proyecto Manhattan en Hanford Engineer Works del estado. Los dispositivos de respaldo restauraron la energía en el sitio, pero los reactores nucleares productores de plutonio tardaron tres días en restablecerse a su plena capacidad; el plutonio se utilizó más tarde en Fat Man, la bomba atómica lanzada sobre Nagasaki.

## Único ataque mortal

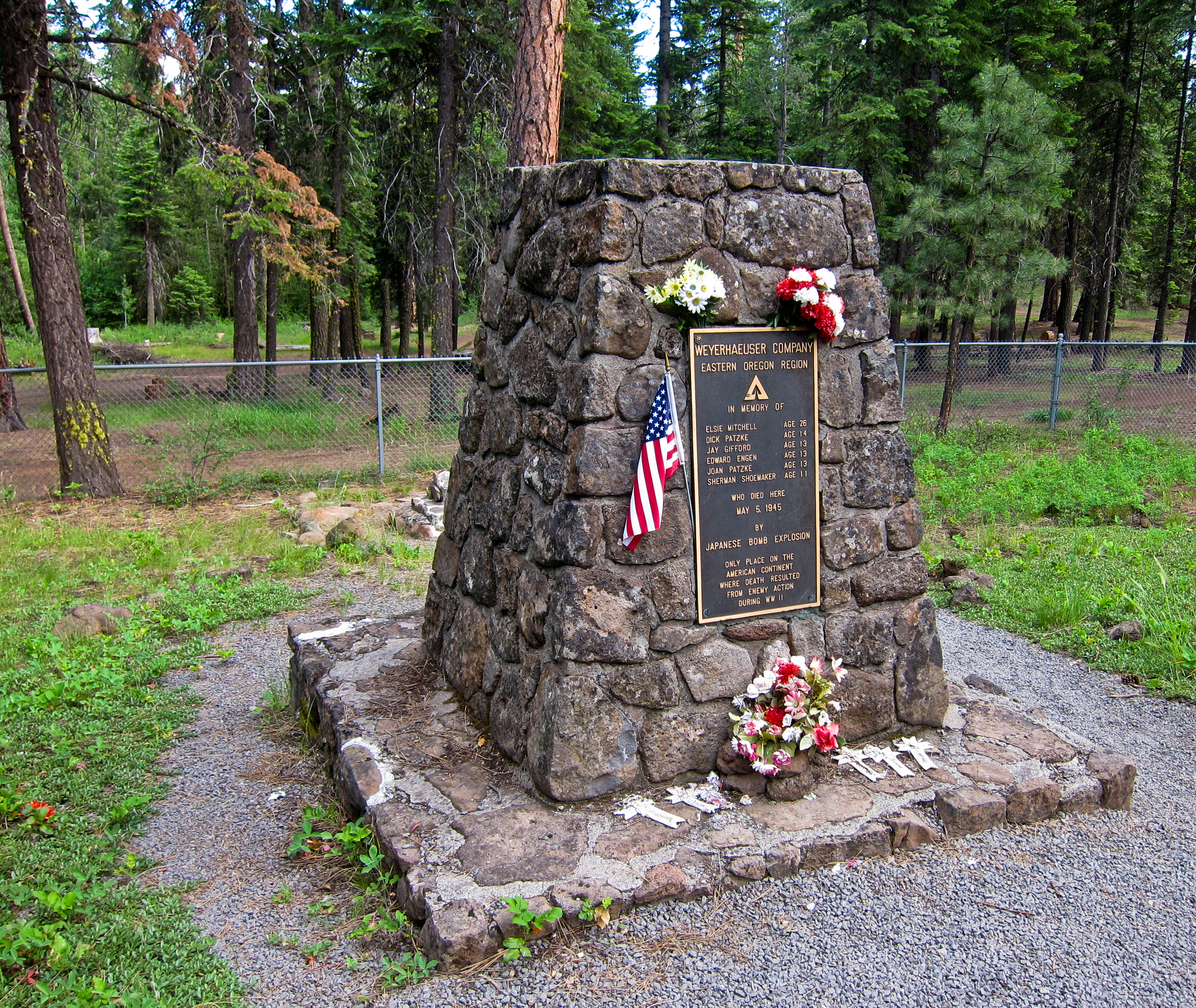
Monumento Mitchell en 2011.

El 5 de mayo de 1945, seis civiles murieron cerca de Bly, Oregón, cuando descubrieron uno de los globos bomba en el Bosque Nacional Fremont, convirtiéndose en las únicas víctimas mortales de la acción del Eje en los Estados Unidos continentales durante la guerra. El reverendo Archie Mitchell y su esposa embarazada Elsie (de 26 años) viajaron ese día hasta la montaña Gearhart con cinco de sus estudiantes de escuela dominical para hacer un pícnic. Mientras Archie estaba estacionando el auto, Elsie y los niños descubrieron un globo y un carruaje, cargados con una bomba antipersona, en el suelo. Se produjo una gran explosión; los cuatro niños (Edward Engen, de 13 años; Jay Gifford, de 13 años; Dick Patzke, de 14 años; y Sherman Shoemaker, de 11 años) murieron instantáneamente, mientras que Elsie y Joan Patzke (de 13 años) murieron poco después a causa de sus heridas. Una investigación del ejército concluyó que la bomba probablemente había sido pateada o lanzada al suelo, y que había permanecido intacta durante aproximadamente un mes antes del incidente. El bloqueo de prensa en Estados Unidos se levantó el 22 de mayo para poder advertir al público sobre la amenaza del globo.
En 1950 se construyó un monumento, el Monumento Mitchell, en el lugar de la explosión, y el área recreativa Mitchell circundante fue incluida en el Registro Nacional de Lugares Históricos en 2003. Un pino ponderosa cercano al sitio tiene cicatrices en el tronco debido a la metralla de la bomba. En 1987, un grupo de mujeres japonesas involucradas en la producción de Fu-Go como colegialas entregaron 1000 grullas de papel a las familias de las víctimas como símbolo de paz y curación, y se plantaron seis cerezos en el lugar en el 50 aniversario del incidente en 1995.

## Después de la Segunda Guerra Mundial
Todos los registros japoneses sobre el programa Fu-Go fueron destruidos en cumplimiento de una directiva emitida el 15 de agosto de 1945, el día en que Japón anunció su rendición. Así, una sola entrevista con el teniente coronel Terato Kunitake del Estado Mayor del Ejército y un mayor Inouye se convirtió en la fuente de casi toda la información sobre los objetivos del proyecto para los investigadores estadounidenses. Posteriormente se presentó al presidente Harry S. Truman un informe de cinco volúmenes, preparado por un equipo dirigido por Karl T. Compton de la Oficina de Investigación y Desarrollo Científico y Edward L. Moreland del MIT.
Después de la guerra se han seguido descubriendo restos de globos. Al menos ocho fueron encontrados en la década de 1940, tres en la de 1950, dos en la de 1960 y uno en la de 1970. En 2014 se encontró un carruaje con una bomba activa cerca de Lumby, Columbia Británica, que fue detonado por un equipo de desactivación de municiones de la Marina Real Canadiense. Se encontraron restos de otro globo cerca de McBride, Columbia Británica, en 2019. Muchos museos de guerra en los Estados Unidos y Canadá conservan fragmentos de Fu-Go, incluido el Museo Nacional del Aire y el Espacio y el Museo de Guerra Canadiense.

## Lectura adicional
- Conley, Cornelius W. «The Great Japanese Balloon Offensive». Air University Review. Febrero–marzo de 1968: 68-83.
- McPhee, John (29 de enero de 1996). «Balloons of War». The New Yorker: 52-60.
- Webber, Bert (1975). Retaliation: Japanese Attacks and Allied Countermeasures on the Pacific Coast in World War II. Corvallis: Oregon State University Press. ISBN 978-0-87071-076-6.